# Sed
A sed  (stream editor) egy nem interaktív szövegszerkesztő program a Unix operációs rendszerben. A szövegszerkesztő parancsokat parancssorból vagy -fájlból veszi. Használhatjuk helyettesítésre, törlésre vagy transzformációra. Néhány kivételtől eltekintve egyszerre egy sorral dolgozik. Az állomány sorait rendre olvassa be a mintatérbe, és hajtja végre rajta a scriptben szereplő parancsokat. Ha a scriptben szereplő összes parancs feldolgozta a mintatérben levő sort, akkor a mintatér tartalma kikerül a standard outputra (a -n opcióval ezt a default kiírást letilthatjuk).
1973 és 1974 között fejlesztette ki Lee E. McMahon mint Unix alkalmazást, de napjainkban is minden operációs rendszerben elérhető.

## Használata
sed kapcsolók file...
Az eredmény a standard outputra kerül (tehát több fájl esetén is egy eredményfájl van). A kimenetet rendszerint fájlba irányítjuk vagy pipeline-nal (|) tovább alakítjuk.
(Ha sem a -e, sem a -f kapcsoló nincs megadva, a sed az első paramétert tekinti az egyetlen szerkesztő utasításnak, a többit fájlnak.)

### Főbb kapcsolók
- -e: szerkesztőparancs. Több -e paraméter lehet a parancssorban.
- -f: parancsfájl. A sed ebből olvassa a szerkesztő parancsokat.
- -n: a mintatér nem íródik ki a parancsok feldolgozása után; lásd p parancs.

### Főbb parancsok
Minden parancs egybetűs. A betűt megelőzheti a sor(ok) megadása, amely(ek)re azt végre kell hajtani. Ha elmarad, minden sorra végrehajtódik az utasítás. A parancs betűjét követheti(k) a parancs paramétere(i).
A sorok egy vagy két paraméterrel adhatók meg. Az utóbbi sortartományt jelent kezdő- és végsor alakban.
A sorparaméter megadható sorszámmal vagy két / közé zárt reguláris kifejezéssel. A sortartomány két tagja különböző módon is leírható, második sorparaméter pedig lehet az elsőhöz relatív +N ill. -N alakban.
A betű előtti ! megfordítja a sorkijelölést: ezekre nem hajtódik végre az utasítás.
A fontosabb egybetűs parancsok és paramétereik:
- s/mit/mire/hányadik
Helyettesítés. mit reguláris kifejezés. mire-ben a &-jellel hivatkozhatunk a mit-hez illeszkedő mintára.[3] Az utolsó paraméter azt mondja meg, hányadik talált mintában kell a helyettesítést végrehajtani. A g érték minden illeszkedésre végrehajtja a helyettesítést a sorban.
- d
Törli a sort a mintatérből.
- p
Kiírja a mintatér aktuális tartalmát a standard outputra.

## Példák
A következő példa a sed egy általános használata:
```
echo "`sed 's/ui./ugyanis/g' inputFileName`" > outputFileName
```

Az s arra utal, hogy most a programot behelyettesítésre használjuk, a g miatt pedig a mintát az összes előfordulásában helyettesíti az új mintával. Az első helyen mindig az a minta található, amit keresek és amit helyettesíteni akarok, a második helyen pedig az új minta, mellyel helyettesítem a régi mintát.
A Unix, sed -et gyakran használják szűrőként a csővezetékkel, a pipeline együtt:
```
generate_data | sed -e 's/x/y/g'
```

A felső példában generáljuk a data állományt, majd a sed segítségével az x összes előfordulását helyettesítjük y-nal.
Az e opciót akkor használjuk, ha a sed parancssorban több végrehajtandó scriptet adunk meg. Egyetlen script esetén elhagyható.
Példa a d utasítás használatára:
```
sed '/^$/d' file
```

A példában a sed törli az üres sorokat a file nevű állományból.
Az alábbi példában törlődnek az üres sorok és azok, melyek csak szóközt tartalmaznak:
```
sed -e '/^ *$/d' inputFileName
```

Az előbbi példák olyan karaktereket használtak, melyek különböző reguláris kifejezések:
- A kalap (^) a sor kezdetét jelöli.
- A dollárjel ($) a sor végét jelöli.
- A csillag (*) jelöl egy nulla vagy több karaktert.

## Története
A sed az első Unix parancsok közé tartozik, mely segítségével állományok sorait dolgozzuk fel. Továbbfejlesztés során jött létre a grep parancs.
A sed és az AWK járult hozzá a Perl kifejlesztéséhez.